# Alforque
Alforque là một đô thị ở tỉnh Zaragoza, Aragon, Tây Ban Nha. Theo điều tra dân số 2004 của Viện thống kê Tây Ban Nha (INE), đô thị này có dân số là 83 người. Diện tích đô thị này là 10,68 ki-lô-mét vuông. Đô thị này nằm ở độ cao 164 m trên mực nước biển.